# Vouauxiomyces ramalinae
Vouauxiomyces ramalinae är en lavart som först beskrevs av Nordin, och fick sitt nu gällande namn av David Leslie Hawksworth 1981. Vouauxiomyces ramalinae ingår i släktet Vouauxiomyces, divisionen sporsäcksvampar och riket svampar.  Arten är reproducerande i Sverige. Inga underarter finns listade i Catalogue of Life.